# Petelia olivata
Petelia olivata là một loài bướm đêm trong họ Geometridae.